# Blake Irving
Blake Irving (Ohio, 8 de agosto de 1959) es el Director Ejecutivo y miembro de la junta directiva del grupo de compañías GoDaddy, que brindan servicios web.
Antes de llegar a GoDaddy en 2013, Blake fue vicepresidente ejecutivo y director de producto en Yahoo!. Antes de Yahoo!, Blake pasó 15 años en Microsoft creando productos de consumo, como NetMeeting y MSN Messenger, y expandiendo Hotmail.

## Educación y juventud
Blake Irving nació en Ohio, es hijo de James Scott Irving y Patricia Ann Irving. El padre de Irving trabajó en el FBI y, en consecuencia, mudó a la familia por todo el país. Irving vivía con su hermano, Scott, y sus hermanas, Lisa y Lori. Irving tocó la batería desde la edad de siete años, y fue artista mientras asistía a la Newbury Park High School en el sur de California. Irving se graduó de la San Diego State University y recibió un MBA de la Universidad de Pepperdine. Se ha desempeñado como profesor en la Escuela de Negocios y Administración Graziadio de la Universidad Pepperdine, y ha sido nombrado exalumno distinguido.

## Carrera

### Xerox
Irving comenzó su carrera profesional en Xerox en 1981, donde proporcionó fuentes griegas para la composición tipográfica electrónica. Eventualmente se convirtió en gerente en el Centro de Soporte de Fuentes de la compañía. Irving fue parte del equipo en los primeros días de WYSIWIG de PARC, Irving también trabajó en Oki Electric Company y en Compaq.

### Microsoft
Irving fue gerente de producto de la unidad de negocios de telecomunicaciones de Microsoft en 1994 y gerente de grupo de la División de Sistemas Personales en 1995. En 1996, fue gerente de grupo de la Plataforma de Internet y la División de Herramientas, y más tarde sería nombrado vicepresidente. Como Vicepresidente Corporativo de Windows Live Platform Blake lideró el desarrollo y las operaciones globales de Internet de la compañía, administrando un presupuesto global de I + D de mil millones de dólares y supervisando equipos de desarrollo en los EE. UU., India, China y Europa. Irving también se desempeñó como vicepresidente corporativo de MSN Communication Services Merchant Platforms y miembro del Platform Group de MessageCast Inc. Blake también participó en la supervisión de otros productos de Microsoft, incluidos NetMeeting, Outlook Express, MSN Messenger, Hotmail, Xbox Live y otras aplicaciones de Microsoft.

### Yahoo!
Blake Irving se desempeñó como Chief Product Officer de Yahoo! Inc. de mayo de 2010 a abril de 2012 y como vicepresidente ejecutivo desde mayo de 2010 hasta el 1 de abril de 2012. Durante su tiempo en Yahoo! Irving se hizo cargo del correo electrónico, además de otros sitios de Yahoo! como noticias, deportes y finanzas.

### GoDaddy
Blake Irving renunció a su semi-jubilación para convertirse en el CEO de GoDaddy Group Inc. y se unió oficialmente el 7 de enero de 2013. Bajo el liderazgo de Blake, la compañía abandonó los comerciales sexualmente provocativos para tratar de reparar la reputación de la compañía por sexismo, afirmando que creían que la mayoría de sus clientes objetivos eran mujeres. Los comerciales posteriores terminaron trayendo un mayor volumen de nuevos negocios una vez que cambiaron a un tema menos sexual. Irving también realizó algunos cambios sustanciales dentro de la empresa, incluida la contratación de Elissa Murphy como directora técnica (CTO), la primera mujer en ocupar ese puesto en GoDaddy. Su estilo de liderazgo ha incluido la implementación de la transparencia a través del tiempo entre los empleados y la administración, y ha implementado programas enfocados en la diversidad, cerrando la brecha salarial de las mujeres y adaptándose a los cambios en las políticas de inmigración. En 2015, Irving supervisó la oferta pública (IPO) inicial de la empresa. Irving se retirará de la compañía a fines de 2017.

## Movimientos

### Mujeres en Tecnología
Blake fue productor ejecutivo de CODE: Debugging the Gender Gap, un documental que, a través de entrevistas y animaciones examina las razones por las que más mujeres y personas de color no buscan oportunidades en informática. El documental explora cómo la mentalidad cultural, los estereotipos, los obstáculos educativos y el sexismo juegan un papel en lo que se ha descrito como una crisis nacional. En 2015, Blake Irving subió al escenario en Grace Hopper como orador principal, donde publicó los datos de género de GoDaddy en el escenario. El compromiso de Blake para comprender la brecha de género dio como resultado comentarios positivos de los miembros de la audiencia en persona y a través de Twitter.

### Neutralidad de la red
Blake Irving cree que Internet es la mayor fuerza para el cambio económico y social. En 2014, la FCC tomó la decisión de modificar la forma en que opera Internet al permitir tarifas de datos negociados individualmente para los sitios web, creando así vías rápidas y lentas para el tráfico de Internet. En respuesta a esto, Irving envió una carta abierta al presidente de la FCC, Thomas Wheeler. Irving es partidario de la neutralidad de la red